# Борилово (Болгария)
Борилово (болг. Борилово) — село в Болгарии. Находится в Старозагорской области, входит в общину Стара-Загора. Население составляет 362 человека.

## Политическая ситуация
Борилово подчиняется непосредственно общине и не имеет своего кмета.
Кмет (мэр) общины Стара-Загора — Светлин Танчев (Граждане за европейское развитие Болгарии (ГЕРБ)) по результатам выборов.

## Галерея

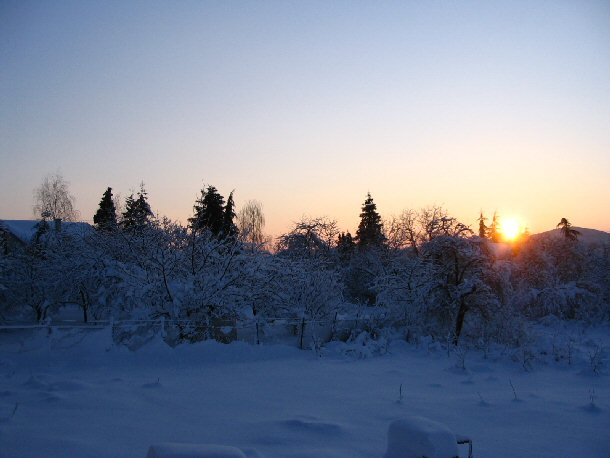
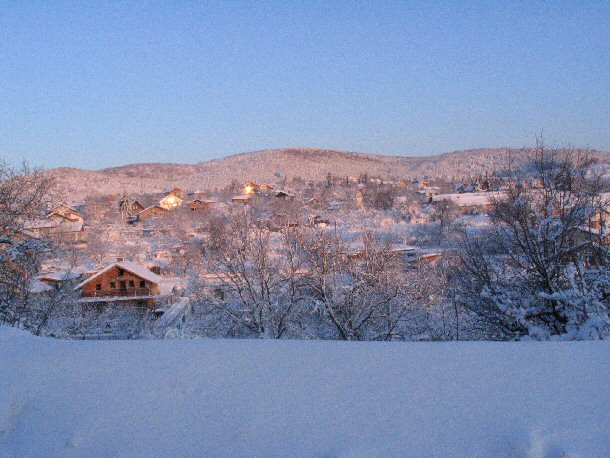

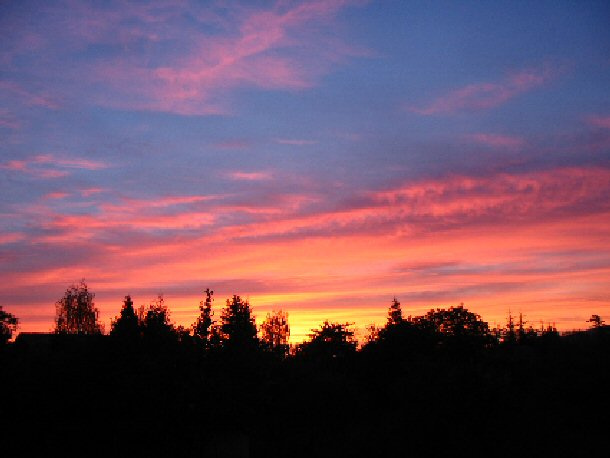
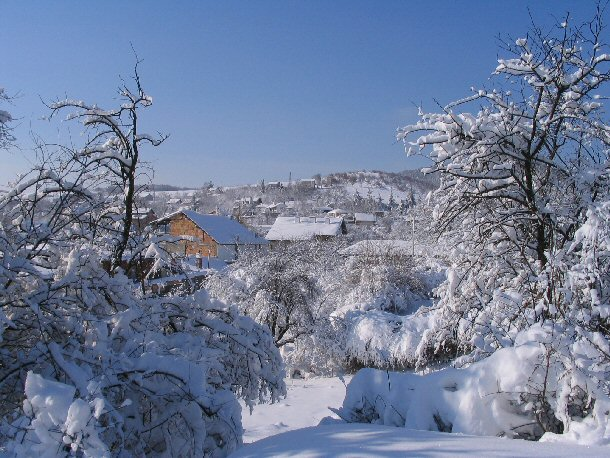